# Chiloglanis occidentalis
Chiloglanis occidentalis és una espècie de peix de la família dels mochòkids i de l'ordre dels siluriformes.
Els mascles poden assolir els 6,2 cm de llargària total.
Es troba a Àfrica: Guinea, Mali, Costa d'Ivori, Sierra Leone i Ghana.